# Fréjairolles
Fréjairolles is een gemeente in het Franse departement Tarn (regio Occitanie) en telt 1114 inwoners (2004). De plaats maakt deel uit van het arrondissement Albi.

## Geografie
De oppervlakte van Fréjairolles bedraagt 17,5 km², de bevolkingsdichtheid is 63,7 inwoners per km².
De onderstaande kaart toont de ligging van Fréjairolles met de belangrijkste infrastructuur en aangrenzende gemeenten.

## Demografie
Onderstaande figuur toont het verloop van het inwonertal (bron: INSEE-tellingen).